# Límit termodinàmic
En mecànica estadística, el límit termodinàmic o límit macroscòpic d'un sistema és el límit per a un gran nombre N de partícules (per exemple, àtoms o molècules) on es considera que el volum V creix en proporció amb el nombre de partícules. El límit termodinàmic es defineix com el límit d'un sistema amb un gran volum, amb la densitat de partícules fixada:
{\displaystyle N\to \infty ,\,V\to \infty ,\,{\frac {N}{V}}={\text{constant}}}
En aquest límit, la termodinàmica macroscòpica és vàlida. Allà, les fluctuacions tèrmiques en les quantitats globals són insignificants, i totes les quantitats termodinàmiques, com ara la pressió i l'energia, són simplement funcions de les variables termodinàmiques, com ara la temperatura i la densitat. Per exemple, per a un gran volum de gas, les fluctuacions de l'energia interna total són insignificants i es poden ignorar, i l'energia interna mitjana es pot predir a partir del coneixement de la pressió i la temperatura del gas.
Cal tenir en compte que no tots els tipus de fluctuacions tèrmiques desapareixen en el límit termodinàmic; només les fluctuacions de les variables del sistema deixen de ser importants. Encara hi haurà fluctuacions detectables (normalment a escales microscòpiques) en algunes quantitats físicament observables, com ara
- fluctuacions microscòpiques de densitat espacial en una llum dispersa de gas (dispersió de Rayleigh)
- moviment de partícules visibles (moviment brownià)
- fluctuacions del camp electromagnètic (radiació del cos negre en l'espai lliure, soroll de Johnson-Nyquist en els cables)

Matemàticament es realitza una anàlisi asimptòtica quan es considera el límit termodinàmic.

## Origen
El límit termodinàmic és essencialment una conseqüència del teorema del límit central de la teoria de la probabilitat. L'energia interna d'un gas de N molècules és la suma de les contribucions d'ordre N, cadascuna de les quals és aproximadament independent, i per tant el teorema del límit central prediu que la relació entre la mida de les fluctuacions i la mitjana és d'ordre 1/N1/2. Així, per a un volum macroscòpic amb potser el nombre de molècules d'Avogadro, les fluctuacions són insignificants, i per tant la termodinàmica funciona. En general, gairebé tots els volums macroscòpics de gasos, líquids i sòlids es poden considerar com si estiguessin dins del límit termodinàmic.
Per a sistemes microscòpics petits, diferents conjunts estadístics (microcanònic, canònic, gran canònic) permeten comportaments diferents. Per exemple, en el conjunt canònic el nombre de partícules dins del sistema es manté fix, mentre que el nombre de partícules pot fluctuar en el gran conjunt canònic. En el límit termodinàmic, aquestes fluctuacions globals deixen de ser importants.
És al límit termodinàmic que es compleix la propietat d'additivitat de les variables extensives macroscòpiques. És a dir, l'entropia de dos sistemes o objectes presos junts (a més de la seva energia i volum) és la suma dels dos valors separats. En alguns models de mecànica estadística, el límit termodinàmic existeix, però depèn de les condicions de contorn. Per exemple, això passa en el model de sis vèrtexs: l'energia lliure global és diferent per a condicions de contorn periòdiques i per a condicions de contorn de paret de domini.

## Inaplicabilitat
No existeix un límit termodinàmic en tots els casos. Normalment, un model es porta al límit termodinàmic augmentant el volum juntament amb el nombre de partícules mentre es manté constant la densitat del nombre de partícules. Dues regularitzacions comunes són la regularització de caixa, on la matèria es confina a una caixa geomètrica, i la regularització periòdica, on la matèria es col·loca sobre la superfície d'un tor pla (és a dir, una caixa amb condicions de contorn periòdiques). Tanmateix, els tres exemples següents mostren casos en què aquests enfocaments no condueixen a un límit termodinàmic:
- Partícules amb un potencial atractiu que (a diferència de la força de Van der Waals entre molècules) no gira i es torna repulsiva fins i tot a distàncies molt curtes: en aquest cas, la matèria tendeix a agrupar-se en lloc de repartir-se uniformement per tot l'espai disponible. Aquest és el cas dels sistemes gravitatoris, on la matèria tendeix a agrupar-se en filaments, supercúmuls galàctics, galàxies, cúmuls estel·lars i estrelles.
- Un sistema amb una densitat de càrrega mitjana diferent de zero: en aquest cas, no es poden utilitzar condicions de contorn periòdiques perquè no hi ha un valor consistent per al flux elèctric. Amb una regularització de caixa, en canvi, la matèria tendeix a acumular-se al llarg del límit de la caixa en lloc de distribuir-se més o menys uniformement amb només efectes de franja menors.
- Certs fenòmens de la mecànica quàntica propers al zero absolut presenten anomalies; per exemple, la condensació de Bose-Einstein, la superconductivitat i la superfluïdesa.
- Qualsevol sistema que no sigui H-estable; aquest cas també s'anomena catastròfic.